# Coturnix
A Coturnix a madarak osztályának tyúkalakúak (Galliformes) rendjébe a fácánfélék (Phasianidae) családjába tartozó nem.

## Rendszerezésük
A nemet Pierre Joseph Bonnaterre írta le 1791-ben, az alábbi fajok tartoznak ide:
- közönséges fürj (Coturnix coturnix)
- japán fürj (Coturnix japonica)
- esőfürj (Coturnix coromandelica)
- harlekinfürj (Coturnix delegorguei)
- feketemellű fürj (Coturnix pectoralis)
- új-zélandi fürj (Coturnix novaezelandiae) – kihalt 1875-ben
- barna fürj (Coturnix ypsilophora[2] vagy Synoicus ypsilophorus)[1]